# Ministerstwo Nauki i Szkolnictwa Wyższego
Ministerstwo Nauki i Szkolnictwa Wyższego (MNiSW) – polski urząd administracji rządowej obsługujący ministra właściwego do spraw działu administracji rządowej szkolnictwo wyższe i nauka (utworzonym w 2018 r. po połączeniu działów nauka i szkolnictwo wyższe) oraz dysponent budżetu na badania naukowe finansowane przez państwo. Ministerstwo zostało utworzone 5 maja 2006 roku, a następnie zlikwidowane 17 grudnia 2020. Na podstawie rozporządzenia wydanego 16 grudnia 2023 przez Radę Ministrów, Ministerstwo Nauki i Szkolnictwa Wyższego przywrócono 1 stycznia 2024.
Przy ministrze działała Rada Nauki, powołana w miejsce zlikwidowanego w 2005 Komitetu Badań Naukowych. 
31 października 2005 roku rząd Kazimierza Marcinkiewicza zlikwidował Ministerstwo Nauki i Informatyzacji, kierowane przez nie zagadnienia związane z nauką włączając w zakres obowiązków nowo powstałego Ministerstwa Edukacji i Nauki, jednocześnie przenosząc dział informatyzacja do Ministerstwa Spraw Wewnętrznych i Administracji.
5 maja 2006 roku ówczesny Prezes Rady Ministrów Kazimierz Marcinkiewicz powołał Ministerstwo Nauki i Szkolnictwa Wyższego, które powstało w wyniku podziału Ministerstwa Edukacji i Nauki.
1 stycznia 2021 roku drugi rząd Mateusza Morawieckiego na mocy rozporządzenia z 17 grudnia 2020 roku zlikwidował Ministerstwo Nauki i Szkolnictwa Wyższego, kierowane przez nie zagadnienia związane z nauką i szkolnictwem wyższym zostało przeniesione do Ministerstwa Edukacji i Nauki. 
1 stycznia 2024 na mocy rozporządzenia Rady Ministrów z dnia 16 grudnia 2023 przywrócono Ministerstwo Nauki i Szkolnictwa Wyższego przez podział Ministerstwa Edukacji i Nauki.

## Kierownictwo
- Marcin Kulasek (NL) – minister nauki i szkolnictwa wyższego od 17 stycznia 2025
- Marek Gzik (PO) – sekretarz stanu od grudnia 2023
- Karolina Zioło-Pużuk (NL) – sekretarz stanu od stycznia 2025[5]
- Maria Mrówczyńska – podsekretarz stanu od grudnia 2023
- Andrzej Szeptycki (PL2050) – podsekretarz stanu od grudnia 2023
- Marcin Iskra – dyrektor generalny[6]

## Struktura organizacyjna
W skład ministerstwa wchodzi Gabinet Polityczny Ministra oraz następujące jednostki organizacyjne:
- Departament Analiz Strategicznych i Popularyzacji Nauki
- Departament Budżetu i Finansów
- Departament Innowacji i Rozwoju
- Departament Komunikacji
- Departament Kontroli i Audytu
- Departament Nauki
- Departament Organizacji Uczelni, Kształcenia i Spraw Studenckich
- Departament Prawny
- Departament Programów Naukowych i Inwestycji
- Departament Współpracy Międzynarodowej
- Biuro Dyrektora Generalnego
- Biuro Ministra.

Jednostki organizacyjne podległe ministrowi lub przez niego nadzorowane:
- publiczne uczelnie akademickie i zawodowe;
- niepubliczne uczelnie akademickie i zawodowe;
- federacje podmiotów systemu szkolnictwa wyższego i nauki;
- związki uczelni publicznych;
- Instytucje kultury współprowadzone z innymi organami:
  - Centrum Nauki Kopernik;
  - Narodowe Muzeum Techniki w Warszawie;
- Instytuty badawcze:
  - Ośrodek Przetwarzania Informacji;
- Instytucje kultury:
  - Centrum GovTech w likwidacji;
- Inne jednostki:
  - Akademia Kopernikańska
  - Centrum Łukasiewicz
  - Fundacja Zakłady Kórnickie
  - Narodowa Agencja Wymiany Akademickiej
  - Narodowe Centrum Badań i Rozwoju
  - Narodowe Centrum Nauki

## Ministrowie

### Ministrowie szkolnictwa wyższego
- Adam Rapacki (PZPR), od 15 maja 1950 do 27 kwietnia 1956
- Stefan Żółkiewski (PZPR), od 27 kwietnia 1956 do 18 czerwca 1959
- Henryk Golański (PZPR), od 18 czerwca 1959 do 14 grudnia 1965
- Henryk Jabłoński (PZPR), od 14 grudnia 1965 do 11 listopada 1966

### Minister oświaty i szkolnictwa wyższego
- Henryk Jabłoński (PZPR), od 11 listopada 1966 do 28 marca 1972

### Ministrowie nauki, szkolnictwa wyższego i techniki
- Jan Kaczmarek (PZPR), od 29 marca 1972 do 17 grudnia 1974
- Sylwester Kaliski (PZPR), od 17 grudnia 1974 do 16 września 1978
- Janusz Górski (PZPR), od 9 sierpnia 1978 do 3 lipca 1981 do 26 października 1978 (kierownik)
- Jerzy Nawrocki (PZPR), od 3 lipca 1981 do 15 grudnia 1981
- Mieczysław Kazimierczuk (PZPR), od 15 grudnia 1981 do 26 stycznia 1982 (kierownik)
- Benon Miśkiewicz (PZPR), od 26 stycznia 1982 do 3 grudnia 1984

### Minister nauki i szkolnictwa wyższego
- Benon Miśkiewicz (PZPR), od 3 grudnia 1984 do 23 października 1987

### Ministrowie-kierownicy Urzędu Postępu Naukowo-Technicznego i Wdrożeń w PRL
- Konrad Tott (PZPR), od 28 grudnia 1984 do 19 września 1988
- Zbigniew Grabowski (PZPR), od 14 października 1988 do 12 września 1989
- Jan Janowski (SD), od 12 września 1989 do 31 grudnia 1989

### Ministrowie-kierownicy Urzędu Postępu Naukowo-Technicznego i Wdrożeń w III RP
- Jan Janowski (SD), od 1 stycznia 1990 do 12 stycznia 1991
- Stefan Amsterdamski (bezp.), tymczasowy kierownik od 16 stycznia 1991 do 22 marca 1991

### Przewodniczący Komitetu Badań Naukowych
- Witold Karczewski (bezp.), od 22 marca 1991 do 6 marca 1995
- Aleksander Łuczak (PSL), od 7 marca 1995 do 31 października 1997
- Andrzej Wiszniewski (RS AWS), od 31 października 1997 do 19 października 2001
- Michał Kleiber (bezp.), od 19 października 2001 do 5 lutego 2005

### Ministrowie nauki
- Andrzej Wiszniewski (RS AWS), od 19 października 1999 do 19 października 2001
- Michał Kleiber (bezp.), od 19 października 2001 do 2 maja 2004

### Minister nauki i informatyzacji
- Michał Kleiber (bezp.), od 2 maja 2004 do 31 października 2005

### Ministrowie edukacji i nauki
- Michał Seweryński (PiS), od 31 października 2005 do 5 maja 2006
- Przemysław Czarnek (PiS) od 1 stycznia 2021[4] do 27 listopada 2023
- Krzysztof Szczucki (PiS) od 27 listopada 2023 do 13 grudnia 2023

### Ministrowie nauki i szkolnictwa wyższego
- Michał Seweryński (PiS), od 5 maja 2006 do 7 września 2007
- p.o. prezes Rady Ministrów Jarosław Kaczyński (PiS), od 7 września 2007 do 11 września 2007
- Michał Seweryński (PiS), od 11 września 2007 do 16 listopada 2007
- Barbara Kudrycka (PO), od 16 listopada 2007 do 27 listopada 2013
- Lena Kolarska-Bobińska (PO)[11], od 27 listopada 2013[a][12] do 16 listopada 2015
- Jarosław Gowin (Porozumienie), od 16 listopada 2015 do 8 kwietnia 2020
- Wojciech Murdzek (Porozumienie), od 16 kwietnia 2020[13] do 19 października 2020
- Przemysław Czarnek (PiS) od 19 października 2020[14] do 1 stycznia 2021[4]
- Marcin Kulasek (NL) od 17 stycznia 2025[15]

### Minister nauki
- Dariusz Wieczorek (NL) od 13 grudnia 2023[16] do 17 stycznia 2025